# Blepharucha zaide
Blepharucha zaide là một loài bướm đêm trong họ Crambidae.